# Ненсі Чодороу
Ненсі Джулія Чодороу (англ. Nancy Julia Chodorow, народилася 20 січня 1944 р.) — американська феміністська дослідниця, соціолог, психоаналітик та професор. Поряд з Люс Ірігаре та Юлією Кристевою з 70-х років ХХ століття є ключовою теоретикинею феміністського психоаналізу. Критично переосмислюючи фрейдизм, написала ряд визначних книг, що суттєво просунули як феміністську теорію, так і психоаналіз:
- Відтворення материнства: Психоаналіз та соціологія гендеру (1978);[7][8][9] У 1996 році «Відтворення материнства» була обрана журналом Contemporary Sociology як одна з десяти найвпливовіших книг за останні 25 років.[7][9]
- Фемінізм та психоаналітична теорія (1989);
- Сила почуттів: персональне означування у психоаналізі, гендері та культурі (1999).

## Життєпис
Ненсі Чодороу ародилася 20 січня 1944 року в Нью-Йорку, штат Нью-Йорк  в Єврейській родині. Її батьки —  Марвін і Ліа Чодороу. Батько був професором прикладної фізики. Чодороу була одружена з Майклом Райхом, професором економіки. У них було двоє дітей, Рахіль і Габріель. У 1977 році вони розійшлися.
Ненсі Чодороу закінчила Редкліфф коледж в 1966 році, де навчалася під керівництвом Беатріче. Наукова робота Чодороу була зосереджена на особистісній та культурній антропології, яка тепер класифікується як протофеміністські дослідження. У 1975 отримала  Ph.D. в соціології у Брандейському університеті. За порадою Філіпа Слейтера, Чодороу зосередила свої дослідження на несвідомому за допомогою психоаналізу. Після захисту кандидатської дисертації Чодороу навчалася у психоаналітичному інституті в Сан-Франциско з 1985 по 1993 рік.

## Феміністський психоаналіз
Див. також: Феміністська теорія, Феміністські погляди на Едіпів комплекс
У своїх роботах Чодороу синтезує фрейдистський аналіз з феміністським підходом, щоб дослідити стосунки між матір'ю та дитиною.  Використовуючи фрейдистську модель розвитку жінки, вона показує, яким чином гендерний розвиток жінки пов'язаний з її стосунками з матір'ю.
За Чодороу, хлопці отримують більше уваги за дівчат в процесі соціалізації і тому об’єктом бажання жінки стають ті привілеї, які отримує хлопець. Бажання чоловіка задовільняються матір'ю в більшому об'ємі, ніж власні, тому чоловік стає об’єктом бажання для жінки, як той, що здобув власну Едіпову винагороду. Жінка вирішує цю проблему, перетворюючи заздрість до чоловічих привілеїв у гетеросексуальне бажання до чоловіків. Використавши психоаналітичну теорію, Чодороу пояснила, що дівчата ідентифікують себе із матір'ю навіть після того, як Едіпів комплекс символічно відокремлює хлопця від матері. Аналіз Чодороу привів її до гіпотези про те, що бажання дівчини до чоловіків є наслідком її бажання уваги з боку матері.
Крім того, з допомогою фрейдизму Чодороу доводить, що відмінності між чоловіками і жінками спричинені відсутністю батька та капіталістичною системою. Чодороу визначає, як сучасні зміни в економіці впливають на усталені ролі через спільне виховання дитини обома батьками. Основна теза Чодороу: «Всі діти в основному виховуються жінками». Поширення спільного виховання поставило під сумнів традиційну роль матері, що призвело до ситуації, де матері і діти не мають достатньо часу одне для одного.
Чодороу однією з перших виснувала, що фрейдистська теорія пригнічує жінок, однак одночасно віднайшла у ній підстави для дослідження того, як люди набувають свій гендер, як розвивається фемінність і маскулінність і як сексизм відтворюється через сексуальну нерівність. Крім того, фрейдівське пояснення, як природа стає культурою, що призводить до “другої природи”, Чодороу розширила на факт, що формування і кристалізація гендеру відбуваються не тільки через соціальні інститути, а й через перетворення у свідомості і психіці.

## Концепції
Чодроу у своїх роботах синтезує психоаналітичний підхід з феміністичною теорією. Її підхід базується на концепції інтрапсихічних структур та теорії об'єктних відносин Фрейда, яку вона використовує для дослідження стосунків немовляти з матір'ю та впливу цих стосунків на формування гендерної ідентичності жінки. Чодороу розглядає стосунки матері та немовляти на основі концептів турботи, стосунків, близькості та емоційних потреб та на основі власних досліджень.

### Інтрапсихічні структури і гендер
Класичну теорію про внутрішньопсихічні структури (Ід, Его, Супер-Его) Чодороу приклала до гендеру, щоб зрозуміти відмінності у розвитку дівчат та хлопчиків. Три кити психіки, що виробляють жорсткі межі у роботі свідомості і впливають на наші взаємодії із суспільством, за Чодороу, у жінок та чоловіків відрізняються, тому й модулюють їх внутрішні процеси по-різному. Саме тому ці відмінності не передаються спадково, а виробляються у процесі соціалізації.

### Відтворення материнства
Чодороу розглядає процес материнства як подвійну структуру, де материнство частково закріплюється дитячим досвідом і соціальним конструктом доброти. Вона пояснює, що процес, коли жінка стає матір'ю, виходить за межі біології та інстинкту. У культовій для феміністської теорії та психоаналізу в цілому роботі Відтворення материнства (1978; 2-е вид., 1999) Чодороу доводить, що гендерні відмінності спричинені Едіповим комплексом. Вона починає з фрейдівського твердження про те, що людина народжується бісексуальною і що мати є її першим об'єктом сексуального бажання дитини.
Спираючись на роботи Карен Хорні та Мелані Кляйн, Чодороу відзначає, що дитина формує своє Его в реакції на домінуючу фігуру матері. Хлопець легко формує це почуття незалежності, ототожнюючи його з волею і свободою батька, і наслідуючи його власні інтереси до матері / дружини. Для дівчини, яка набагато більше ототожнюється з матір’ю, все відбувається складніше. Дочка намагається зробити батька своїм новим об'єктом бажання, але в цьому їй заважає її інтенсивний зв'язок з матір'ю. Там, де чоловіки, як правило, відчувають любов як діадичне ставлення, дочки сприймаються в лібідозному трикутнику, де Его розіпнуте між бажанням до батька, бажанням матері і турботою про зв'язок батька з матір'ю.
Міцний зв'язок між матір'ю та немовлям не тільки формує ідентичність дитини, але й дозволяє їй визнати окремішність батька. За винятком випадків, коли батько турбується про дитину аналогічно до матері. Це розділення батька і дитини призводить до того, що в дитини виробляється амбівалентність стосовно батька, який сам бажає відрізнятися від дитини. Тому дитина губиться через нездатність визнати окремішність матері. За Чодороу, діти є більш слухняними до батька не через те, що вони вважають його авторитетом чи через страх, а через першопочаткове ставлення до нього, як до чогось окремого.
"Мати — перший вихователь і первинне джерело ідентифікації для всіх дітей... Дочка продовжує ототожнюватися з матір'ю", стверджує Чодороу. Міцний зв'язок між матір'ю і дочкою заважає дочці формувати власну ідентичність. Цей початковий зв'язок справедливий для обох статей, за винятком хлопчиків, які відокремлюються у ранньому віці, щоб ідентифікувати себе з батьком. Таким чином зберігаються стосунки матері-дочки та їх ідентичності.

### Революція розуміннягендерної ідентичності
Для Чодороу, контраст між дуальним і тріадним першим досвідом любові пояснює соціальну конструкцію гендерних ролей. Це відбувається через універсальне пригноблення (opression) жінок у культурі, міжкультурні моделі поведінки чоловіків і напругу у західному суспільстві після другої хвилі фемінізму. У шлюбі жінка через гендерно-стереотипний розподіл праці має менше інтересу до сексу і більше — до дітей. Її амбівалентність до сексу зрештою відокремлює чоловіка. З настанням статевої зрілості жінка в патріархатних умовах присвячує свою енергію дітям.
Чодороу розглядає психологічний розвиток дорослих жінок і чоловіків, і стверджує, що психіки чоловіків і жінок структуровані по-різному через різний досвід дитинства.  Твердження про те, чому жінки, як правило, більш емпатійні, обгрунтовуються тим, що межі Его жінок є менш фіксованими. Якщо жінки сприймаються суспільством первинно і виключно як матері, то будь-яка емансипація жінок буде для суспільства травматичною.

### Становлення та розвиток гендерної ідентичності
Розвиток гендерної ідентичностіЧодороу доводить, що маскулінність засвоєна за відсутності постійних особистих відносин з батьком і без наявної чоловічої рольової моделі. Хлопчиків навчають більш свідомо, як бути чоловічними. Набуття маскулінності у хлопчиків є засобом, який може бути використаним проти хлопця батьком. Таким чином, чоловіча ідентичність обумовлена розвитком гендерної ролі. З іншого боку, жіночність менш свідомо прищеплюється дівчатам, а не вбудована в постійне ставлення до матері. Таким чином, ідентифікація жінок формується переважно стосовно батьківської фігури (як сексуальна привабливість, слухняність, покірність, терпимість, емоційне обслуговування тощо). Вироблення жіночої ідентифікації є раціональним процесом конструювання ролі жінки. Відтворення чоловічої ідентичності визначається скоріше несвідомою відмовою, аніж прийняттям.

### Суб'єктність матері та гендерна ідентичність дітей
Унікальність підходу Чодороу в тому, що дослідники, що використовували теорію об'єктних відносин Фрейда, ніколи не брали до уваги гендер та суб'єктність матері. Чодороу розширила і уточнила цю теорію з феміністської перспективи. За її позицією, ми не існуємо окремо від своєї статі, і фрейдистська теорія об'єктних відносин помилялася у тому, що вважала матерів лише об'єктами для дитини.
Оскільки жінки беруть першочергову та необхідну роль у вихованні, ідентичність людини обов'язково формується в результаті взаємодії з жінкою. Однак Чодороу не вірить, що лише універсальна обгрунтованість цього факту дає вичерпну інформацію щодо впливу цих стосунків на дитину. Факт відповідальності жінки за виховання дітей неодмінно по-різному впливає на чоловіків і жінок. Дівчата відчувають почуття зв'язку з матерями за приналежність до однієї статі, в той час як хлопці відчувають небезпеку того, що вони залежать від матері, і намагаються відвернутись від "іншої статі". З цієї точки зору, ґендерна ідентичність у дівчаток вважається нормальним і природним результатом ранньої ідентифікації з матір'ю, тоді як гендерна ідентичність у хлопчиків вважається ненадійною і конфліктною через відділення від матері. З цього Чодороу висновує розвиток жінок як позитивний, а розвиток чоловіків - як негативний, і пов'язаний з репресіями 'афекту', 'реляційних потреб' і 'почуттям зв'язку'.

### Гендерована влада у ранньому досвіді
За Чодороу, приблизно у віці від 3 до 4 років у дітей відбувається зміна влади, від жіночого до чоловічого домінування, і поведінка, пов'язана з різними гендерними ролями, переосмислюється дитиною. Чодороу свідчить, що чоловіки здійснили цю реінтерпретацію сексуальної різниці через патріархатну владу і культурну гегемонію, яка, в свою чергу, ґрунтується на їхньому терорі, з одного боку, і образі потужної жінки, з іншого, прообразом яких є влада їхніх матерів.

## Роботи
- Chodorow, Nancy (2012), "Individualizing Gender and Sexuality: Theory and Practice," New York: Routledge, ISBN 9780415893589.
- Chodorow, Nancy (1999), "The Power of Feelings: Personal Meaning in Psychoanalysis, Gender, and Culture,"  New Haven, CT: Yale University Press, ISBN 978-0300089097.
- Chodorow, Nancy (1997), The psychodynamics of the family, у Nicholson, Linda (ред.), The second wave: a reader in feminist theory, New York: Routledge, с. 181—197, ISBN 9780415917612.
- Chodorow, Nancy (1994), "Femininities, Masculinities, Sexualities: Freud and Beyond," KY: University Press of Kentucky, ISBN 978-0813108285.
- Chodorow, Nancy (1991), "Feminism and Psychoanalytic Theory," New Haven, CT: Yale University Press, ISBN 978-0300051162.
- Chodorow, Nancy, (1978), "The Reproduction of Mothering: Psychoanalysis and the Sociology of Gender" CA: University of California Press,  ISBN 9780520038929.

## Нагороди
- Traveling Women Scholar Award від Американської психологічної асоціації (2007)
- L. Bryce Boyer Prize, від Society for Psychological Anthropology, за книгу The Power of Feelings (листопад 2000)
- Distinguished Contribution to Women and Psychoanalysis Award, від Американської психологічної асоціації (квітень 2000)
- Guggenheim Fellowship for Social Sciences, US & Canada (1995)
- Jessie Bernard Award for Women in Society за "Відтворення материнства" (1979)

## Зовнішні посилання
- Більше інформації про роботи Чодороу (англ.)
- Книга Воспроизводство материнства: Психоанализ и социология гендера. Пер. с англ. – Москва: «Российская политическая энциклопедия» (РОССПЭН), 2006. - 496 с.(рос.) / Гендер в деталях